# Wilhelmina Gravallius
Carolina Wilhelmina Gravallius, född Isaksson 7 september 1809 i Mogata socken i Östergötland, död 22 november 1884 i Tumba i Botkyrka församling, var en svensk författare, som skrev under pseudonymerna A N, W-a G-s, Waldemar.

## Biografi
Wilhelmina Gravallius föräldrar var kyrkoherden Carl Peter Isaksson och Anna Hallberg. Hon hade tre syskon. Hon försörjde sig länge som guvernant, men 1846 gifte hon sig med kyrkoherden i Toresunds församling Lars Kristian Gravallius och de fick en dotter.
Två år innan giftermålet utkom hennes debutroman Högadals prostgård och novellen Anna 1846. Hon skrev inga böcker som gift utan först då maken avlidit 1861 flyttade hon till Stockholm och återupptog författarskapet. Hon utgav flera romaner och berättelser och medarbetade i kalendrar, tidningar och tidskrifter.